# 棲蘭山林場
棲蘭山林場之名稱，是因為伐木事業所影響，才有此說法，管理單位則稱為「棲蘭山林區」。1949年由臺灣省林產管理局（今林保署）將棲蘭山林場撥給退輔會森林開發處安置榮民之林區，2023年8月退輔會森保處裁撤改由農業部林業及自然保育署宜蘭分署管理棲蘭山。棲蘭山檜木林為文化部遴選出之18處臺灣世界遺產潛力點之一。

## 範圍
林區位於雪山山脈之北稜為中心，稜線以西為淡水河集水區，以東則為蘭陽溪集水區，涵括宜蘭、新北、桃園、新竹、台中等縣市，面積合計45,799公頃。

## 伐木事業
日治時期政府就注意到棲蘭山林區的資源，唯還沒開發就已戰敗撤離。戰後國民政府大舉發展林業，棲蘭山自交撥予行政院國軍退除役官兵就業輔導委員會森林開發處後，即著手進行林木砍伐計劃，在退輔會所轄之林區中，伐木事業就以棲蘭山林區為主（其他如大甲溪林區與立霧溪林區），不論是伐木時間或伐木數量都是第一，因此棲蘭山林區可說是退輔會伐木事業之代表。森林開發處在棲蘭山設立工作站，於1959年5月開始作業，直至1994年6月才停止伐木，為全台伐木林區最晚者。
棲蘭山事業區的伐木作業於戰後開啟，其運材的相關設施與日治時期林場有所不同，主要是運用架空索道，配合林區產業道路的卡車接駁，而不是以索道加輕便鐵道進行運材作業，自1959年至1985年間，共開闢71.8公里的林區主要幹道與支線，並銜接至台七線（北橫公路）與台七甲線（中橫公路宜蘭支線）。今通往棲蘭神木園區，即當時的林業道路，現今許多林業道路已成為保育山林資產的重要設施，昔日為砍伐森林所開，現成為保育森林之用，歷史的轉折總是充滿戲劇性。
身為特許的伐木事業之一，退輔會森林開發處在發展棲蘭山林場的同時，還設立一系列興伐木相關之事業，如木工廠，將二級木材加入削片，製作紙漿原料，供應各大紙廠；製材廠則是承製家俱與課桌椅等，並外銷木工家具，試圖結合林業的產業鍊，打出自己的一片天。與大雪山林業公司一般，想透過伐木（上游）與下游木業整合，最後卻皆以失敗作收。
　　

## 棲蘭國家森林遊樂區

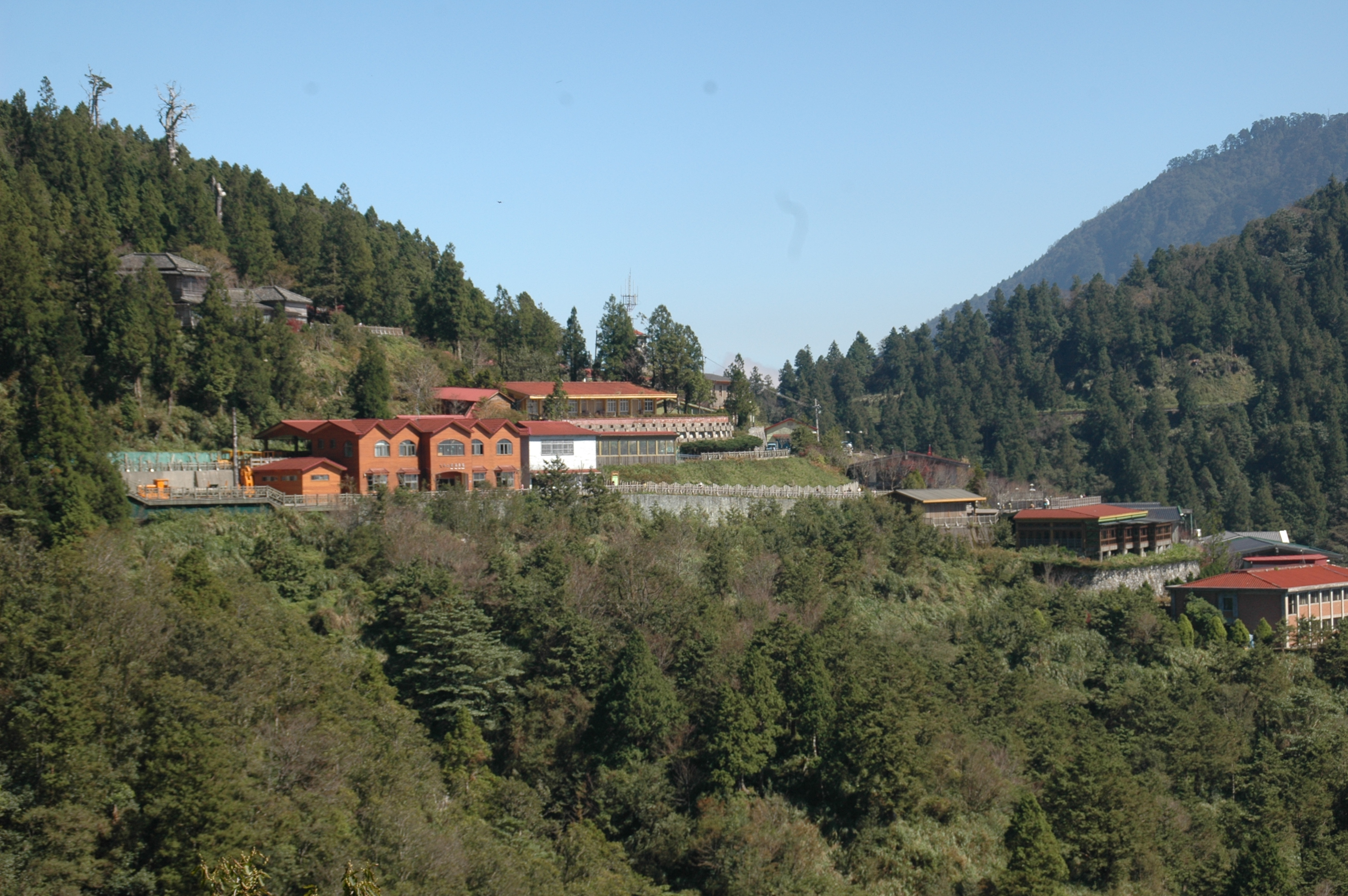
棲蘭國家森林遊樂區

伐木事業終止之際，森林開發處將棲蘭山部分林區規劃為森林遊樂區，將所屬太平山事業區第23-27、30等六個林班地，面積共1,717.15公頃。森林遊樂區於1992年向台灣省政府申請，1994年准予。不過根據資料顯示，1992年就已經開放遊客入園，並且收取門票，總計1992－2001年間，共有1,056,176名遊客入園參觀。園區內有著名之神木園區，以及蔣介石行館等設施，並有兩條森林登山步道，供遊客休憩使用，自2005年起開始轉由民間業者經營，第一次得標的業者為椰子林公司，由其負責營運，十年營運到期後，2015年起轉由力麗集團旗下所成立的力麗明池公司負責營運。